# SWOT

Ilustrace SWOT analýzy.

SWOT analýza je metoda, jejíž pomocí se vymezí silné a slabé stránky, příležitosti a hrozby podniku či jiné organizace nebo spojené s určitým projektem, typem podnikání, podnikatelským záměrem, politikou (ve smyslu opatření) apod. Jedná se o metodu analýzy užívanou především v strategickém a projektovém řízením, případně marketingu a dalších oblastech businessu, ale také např. při analýze a tvorbě politik (policy analysis).
SWOT analýza umožňuje komplexně vyhodnotit klíčové faktory působící na firmy, identifikovat problémy, nové možnosti růstu apod. Patří k základním metodám strategické analýzy. Lze i použít samostatně, obvykle formou brainstormingu, nebo jako souhrnnou metodu protože shromažďuje výstupy poznatky z více oblastí, které samostatně zkoumají analýzy externího a interního prostředí. SWOT analýza je obvyklým východiskem při strategickém plánování, protože se na jejím základě zvažují různé možnosti dalšího rozvoje organizace.
SWOT je zkratka z anglického originálu, kde S je Strengths (Silné stránky), W je Weaknesses (Slabé stránky), O je Opportunities (Příležitosti) a T je Threats (Hrozby). SWOT analyzuje vnitřní silné a slabé stránky organizace a vnější příležitosti a hrozby vycházející z okolí organizace.

## Historie
Metodu vytvořil Albert Humphrey, který v 60. – 70. letech 20. století vedl na Stanfordově univerzitě výzkumný projekt, financovaný významnými americkými korporacemi. Cílem projektu bylo analyzovat nedostatky ve stávajícím plánování těchto společností a vytvořit pro ně nový systém řízení změn. Albert Humphrey vytvořil v rámci své práce na Stanfordském výzkumném ústavu týmovou metodu pro plánování, kterou pojmenoval SOFT analýza a později ji přepracoval na SWOT analýzu.

## Nejčastější chyby při používání SWOT
SWOT analýza, přestože je poměrně jednoduchá, je velmi často používána chybně. Nejde při tom o pouhé metodické odchýlení se od teoretického postupu, ale má to i reálné praktické dopady, kdy SWOT nepřináší hodnotné výstupy, jaké by při správném použití mohla. Některé z chyb jsou šířeny v odborné literatuře a jsou i vyučovány. Příklady chyb tak jsou i v některých odstavcích níže.

### Zaměňování příležitostí "O" za návrhy
Jde patrně o nejčastější chybu aplikace SWOT. Příležitosti jsou v logice SWOT zásadně externí povahy (viz i definice výše). Jsou to tedy faktory prostředí (vnějšího, oborového, stakeholdeři apod.). Jsou z principu nezávislé na objektu strategie, kterým je například nějaká analyzovaná firma). Subjekt strategického myšlení (ten, kdo analýzu dělá) může příležitosti zjistit (analyzovat je) a může na ně reagovat (upravit podle nich strategii). Příležitost však nikdy není nějaké rozhodnutí subjektu strategie něco udělat. Takové doporučení je návrhem a vůbec nepatří do analýzy SWOT.
Příkladem může být níže mezi příležitosti chybně zařazené "Zajištění dlouhodobé věrnosti zákazníků". Je to nějaké doporučení, návrh, úkol či cíl. Je zde zřejmá vůle subjektu strategie něco změnit. Příležitost je ale na subjektu strategie nezávislá. V daném příkladu může být identifikován faktor "Je nízká loajalita zákazníků", které je skutečně externí povahy a patří tak s ohledem na svůj nepříznivý vliv k ohrožením "T".
V důsledku chybného chápání podstaty příležitosti ve SWOT podpořeného širším významem slova "příležitost" v běžně používaném jazyce jsou pak v praxi často k vidění SWOT analýzy, kde není zaznamenána žádná příležitost z externího prostředí, ale je zde pouze výčet návrhů, co by bylo možné udělat ke zlepšení situace (často v reakci na slabé stránky objektu strategie "W"). Autoři takových SWOT analýz se tímto chybným postupem připravují o velmi cenné informace z prostředí objektu strategie a v důsledku pak na základě takových SWOT analýz mohou vytvářet chybné strategie.

### Zaměňování příležitostí "O" a silných stránek "S"
S chybou popsanou výše souvisí i zaměňování příležitostí "O" a silných stránek "S". Zde je nutné mít vždy na paměti, že silné stránky jsou vlastnosti objektu analýzy. Oproti tomu jsou příležitosti danosti prostředí. Tato chyba nemá tak vážný dopad jako zaměňování příležitostí "O" za návrhy, protože dochází jen k chybnému zařazení faktoru a obvykle ne k jeho zanedbání.

### Zaměňování hrozby "T" a rizika
I když někdy mohou tyto faktory i splývat, mají dosti rozdílnou podstatu. Hrozby jsou reálné externí faktory nezávislé na objektu analýzy. Rizika jsou hypotetické možné události, které mohou být nejen externí, ale i interní povahy (příklad: rozbije se stroj). Analýza rizik je samostatný obor managementu. SWOT analýza rizika a priori neanalyzuje, ale může je indikovat a předat do správy managementu rizik.

## Charakteristika a užití
SWOT analýza poskytuje podklady pro formulaci rozvojových směrů a aktivit, podnikových strategií a strategických cílů. Spočívá v rozboru a hodnocení současného stavu organizace (vnitřní prostředí) a současné situace okolí organizace (vnější prostředí).
Ve vnitřním prostředí jsou identifikovány silné a slabé stránky, které jsou vymezeny vnitřními faktory organizace ve všech významných oblastech.
Vnější prostředí jsou oblasti, které organizace sama nemůže ovlivnit – existují nezávisle na organizaci a jejím působení a působí tedy z prostředí mimo organizaci. Prostředí organizace či obecněji objektu analýzy lze dělit v závislosti na použité metodice analýzy na vnější, oborové a stakeholdery, případně i na další.
Ve vnějším prostředí jsou identifikovány příležitosti a hrozby ve všech významných oblastech, které v organizaci působí: P – politické, E – ekonomické, S – sociální, T – technologické, L – legislativní, E – ekologické. Pro analýzu externího prostředí se často využívá SLEPTE (PESTLE, SLEPT, STEP, PEST  apod.) analýza.
Oborové (někdy též konkurenční) prostředí analyzuje konkrétní obor, ve kterém se objekt strategie pohybuje. Zde jsou pak identifikovány jak externí (O,T), tak i interní (S,W) faktory. Podobně pak u analýzy stakeholderů.
Výjimečně je možné, aby jeden identifikovaný faktor byl zároveň silnou a slabou stránkou (vzácněji) nebo příležitostí a hrozbou (o něco častěji). To je dáno tím, že i na zdánlivě negativní událost lze reagovat ve prospěch objektu strategie nebo nejde jednoznačně určit, zda jde o vliv negativní či pozitivní. Příkladem zavedení dovozního cla může zhoršit pozici importujícím konkurentům ("O"), ale i zdražit importované vstupy ("T").
Analýza SWOT by neměla být samoúčelná, ale získané výsledky by se měly dále využívat, a to například v návrzích strategií a dalších navazujících opatření.
SWOT analýzu je dále možno členit pomocí mřížky:
| SWOT- analýza   | Kladné stránky | Záporné stránky                                                                                     |
| --------------- | --- | --------------------------------------------------------------------------------------------------- |
| Interní analýza | S (Strenghts) Silné stránky Vývoj nových metod, které jsou vhodné pro rozvoj silných stránek společnosti (projektu). | W (Weaknesses) Slabé stránky Odstranění slabin pro vznik nových příležitostí.                       |
| Externí analýza | O (Opportunities) Příležitosti Použití silných stránek pro zamezení hrozeb.                                          | T (Threats) Hrozby Vývoj strategií, díky nimž je možné omezit hrozby ohrožující naše slabé stránky. |

## Části SWOT analýzy

### S
Strengths či silné stránky je část analýzy vnitřního prostřední. Silné stránky pomáhají posilovat tržní pozici a identifikovat USP - jedinečný prodejní argument, neboli nám pomáhá identifikovat v jakých aspektech je naše firma před konkurencí. Cílem firmy je maximalizace silných stránek. Vytěžit co nejvíce z toho co už umíme.
Do silných stránek patří různé dosažené úspěchy, dovednosti, znalosti, schopnosti nebo zdroje. Silné stránky jsou ovšem pouze to, co vybočuje z průměru. Například u učitele francouzštiny není silná stránka znalost francouzštiny. Spíše je to nutný standard pro konkurenceschopnost.
Příklady silných stránek:
- Výborná lokalita firmy
- Produkt, který je unikátní
- Výborná image značky
- Dobře zavedený IS
- Nízké náklady, nákladová výhoda
- Patentované technologie
- Licence
- Výborná technická vybavenost
- Nastartovaná inovace produktů
- Dobré zdroje financování
- Dlouhodobé vztahy se zákazníky
- Silné partnerství
- Vysoce kvalitní marketingové analýzy
- Finanční síla a zdraví podniku
- Míra diverzifikace či specializace.

### W
Weaknesses neboli slabé stránky. Jedná se o interní (vnitřní) analýzu prostředí firmy. Obvykle jsou měřeny interním hodnotícím systémem, benchmarkingem nebo srovnáním s konkurenci. Weaknesses jsou slabé stránky firmy, které snižují její vnitřní hodnotu (dovednosti, aktiva, podnikové zdroje atd). Cílem firmy je minimalizace slabých stránek.
Příklady slabých stránek:
- Nedostatečná diferenciace produktu
- Vysoké náklady
- Nízká produktivita
- Slabá reputace
- Poškozená značka
- Omezený přístup k distribučním kanálům.

### O
Opportunities neboli příležitosti. Jde o potenciální vnější příležitosti – které lze využít při rozvoji podniku a posílení pozice na trhu. Podnik se proto snaží o jejich správnou identifikaci a maximální využití. Co je podstatné, příležitosti jsou původní na subjektu strategie nezávislé faktory, nikoliv návrhy jak s nimi pracovat (viz i Nejčastější chyby při používání SWOT).
Příklady příležitostí:
- Nové trhy – expanze do zahraničí
- Nové segmenty trhu
- Spolupráce s novými dodavateli
- Zajištění dlouhodobé věrnosti zákazníků
- Spolupráce s partnery na vývoji
- Příznivý demografický vývoj
- Nové technologie (které může firma použít a zvýšit tak svoji konkurenceschopnost)
- Dotační programy na technologie a vzdělávání.

### T
Threats neboli hrozby. Hrozby jsou faktory vnějšího prostředí a leží mimo kontrolu společnosti. Hrozby představují možná rizika, která ohrožují dosažení cílů společnosti nebo její samotnou existenci. Cílem analýzy je hrozby identifikovat, sledovat a případně eliminovat.
Hrozby musí společnost systematicky dlouhodobě řídit a předcházet jim. V opačném případě mohou přerůst v závažný problém. Při řízení hrozeb je možné využít tzv. Paretova pravidla 80/20, kdy 20 % potenciálních hrozeb způsobí 80 % finančních ztrát. Při řízení hrozeb je proto nutné uspořádat jednotlivé položky postupně od nejzávažnějších po nejméně závažné.
Ohrožení společnosti může nastat například v následujících oblastech:
Vztahy s okolními společnostmi a fyzickými osobami ovlivňujícími chod společnosti:
- Ztráta zákazníka
- Ztráta dodavatele
- Posílení konkurence
- Cenové války s konkurencí
- Fluktuace zaměstnanců
- Nárůst fixních nákladů
- Nedostatečná ochrana duševního vlastnictví.

Změny podnikatelského prostředí:
- Změna legislativy
- Nezaměstnanost
- Obecné ekonomické trendy.

Společenské trendy:
- Nové technologie
- Pokles spotřeby
- Změna chování spotřebitelů.[4]

## Správný postup tvorby SWOT analýzy
Zde je přehled základních kroků:
1. Příprava: Definice cíle analýzy, ať už pro celou organizaci, specifický projekt, produkt nebo službu, a sestavení týmu z různých odborných oblastí.
2. Identifikace silných a slabých stránek: Tento krok zahrnuje interní analýzu dovedností, technologických schopností, vztahů se zákazníky, finančních zdrojů, technologického vybavení a procesů.
3. Identifikace příležitostí a hrozeb: Analyzování externích faktorů, jako jsou tržní trendy, technologický rozvoj, změny v regulačním prostředí a konkurenční dynamika.
4. Analýza a interpretace dat: Po shromáždění informací je klíčová jejich analýza a interpretace pro pochopení, jak interní a externí faktory ovlivňují organizaci.
5. Formulace SWOT strategie: Na základě analýzy jsou formulovány strategie, které využívají silné stránky, minimalizují slabé stránky, využívají příležitosti a chrání před hrozbami.
6. Akční plán: Vypracování konkrétních akčních plánů pro implementaci strategií, včetně stanovení cílů, časových harmonogramů a potřebných zdrojů.
7. Průběžné hodnocení a aktualizace: SWOT analýza by měla být průběžně aktualizována, aby odrážela změny v prostředí organizace.

## Výstupy
Výstupem kompletní analýzy SWOT je chování společnosti, která maximalizuje přednosti a příležitosti a minimalizuje své nedostatky a hrozby. Vyhodnotí-li analýza, že převažují silné stránky a příležitosti, měl by se respondent ubírat po dobré cestě. Vyjde-li více slabin a hrozeb, je na zváženou, zda pokračovat. Pokud se respondent rozhodne jít dál, může si na základě SWOT analýzy stanovit strategické kroky, kterými se chce zabývat a které mu pomohou využívat příležitosti, eliminovat hrozby a slabé stránky. Výstupem pro společnosti je také komplexní zhodnocení vnějších a vnitřních faktorů. Analýza poskytuje praktické rady do začátku i průběhu podnikání a jasně vymezuje, jak co nejvíce zhodnotit své nápady (silné stránky a příležitosti) a čeho se v podnikatelském procesu vyvarovat (slabé stránky a hrozby). Na základě výsledků lze jasně seřadit a definovat cíle podnikání. Pro prosperující firmu to může být například nalezení nového prodejního kanálu. SWOT analýza predikuje, zhodnocuje a směřuje konkrétní kroky podnikání a podnikatelé tak mají více času a mozkové kapacity na rozhodování u jiných problémů.